# Macrothele palpator
Macrothele palpator là một loài nhện trong họ Hexathelidae. Loài này phân bố ở Trung Quốc en Hongkong.